# Список правителей Фракии и Дакии
В этой статье перечислены правители исторических областей Фракия и Дакия, как фракийские и дакийские, так и пеонские, кельтские, скифские, персидские и древнегреческие правители вплоть до момента установления власти Римской империи, а также несколько персонажей из древнегреческой мифологии. Хронология не очень точная, из-за нехватки исторических источников.

## Мифологические правители
- Гем, превращённый в горную цепь Гем[англ.][1][2][3] (ныне — Стара-Планина).
- Фракс[англ.], сын Ареса[4].
- Тегирий.
- Евмолп (унаследовал царство от Тегирия).
- Терей.
- Финей, сын финикийского царя Агенора, слепой царь и провидец[5].
- Полтис, сын Посейдона и царь Энеса[6].
- Пиреней[англ.], убит за попытку овладеть музами[7].
- Гарпалик, царь фракийского племени анимеев и отец Гарпалики[8].
- Фоант, мифологический основатель города Тиана[9].
- Мопс[англ.], убил царицу ливийских амазонок Мирину.
- Пирос[англ.], союзник царя Приама во время Троянской войны[10][11], убит Фоантом Этолийцем.
- Рес, союзник царя Приама во время Троянской войны[12][13].
- Киссей, отец Феано, жены Антенора.
- Диомед, сын бога войны Ареса и царь племени бистонов.
- Ликург, царь племени эдонов.
- Эагр, супруг музы Каллиопы и отец Орфея и Лина[14][15].
- Орфей, царь киконов[16].
- Полимнестор, царь бистонов[17].
- Залмоксис, царь гетов (VI век до н. э.).
- Карнабон, царь гетов (V век до н. э.), пришёл к власти, когда богиня Деметра впервые даровала смертным зерно[18], упомянут Софоклом[19]
- Пирехм, вождь пеонов из города Амидон в Македонии на реке Аксиос, союзник царя Приама во время Троянской войны.
- Астеропей вождь пеонов, союзник царя Приама во время Троянской войны.

## Персидские правители

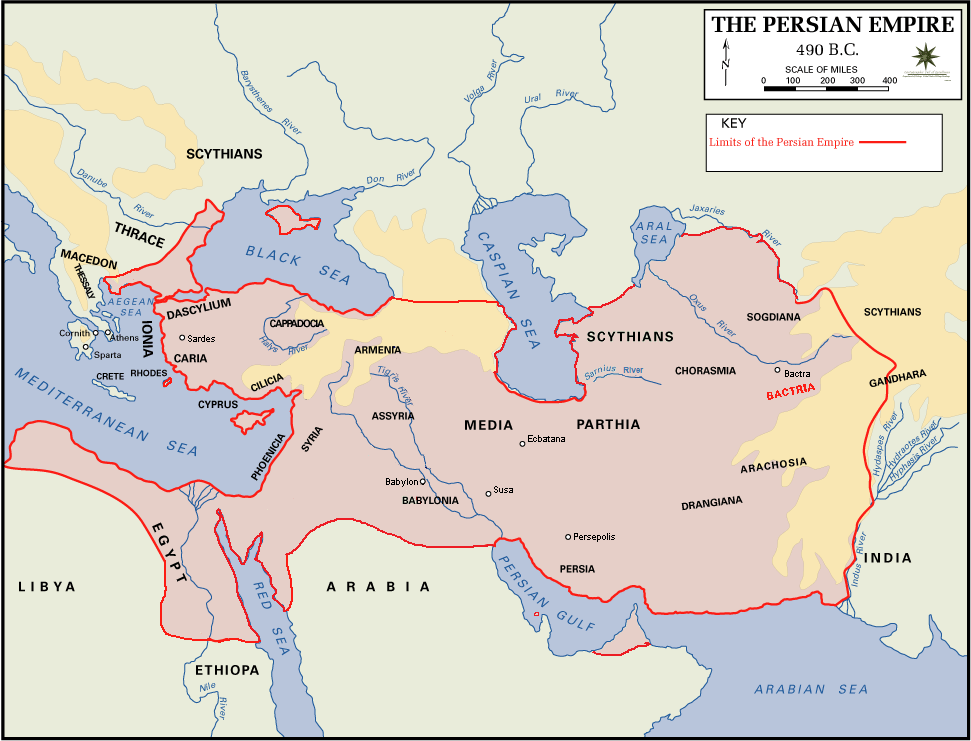
Персидская империя в 490 г. до н. э.

Персидская сатрапия Скудра на территории Балканского полуострова включала в себя территории Фракии и Македонии.
- 512—486 годы до н. э. — Дарий I[20].
- 486—479 годы до н. э. — Ксеркс I.

## Племенные цари

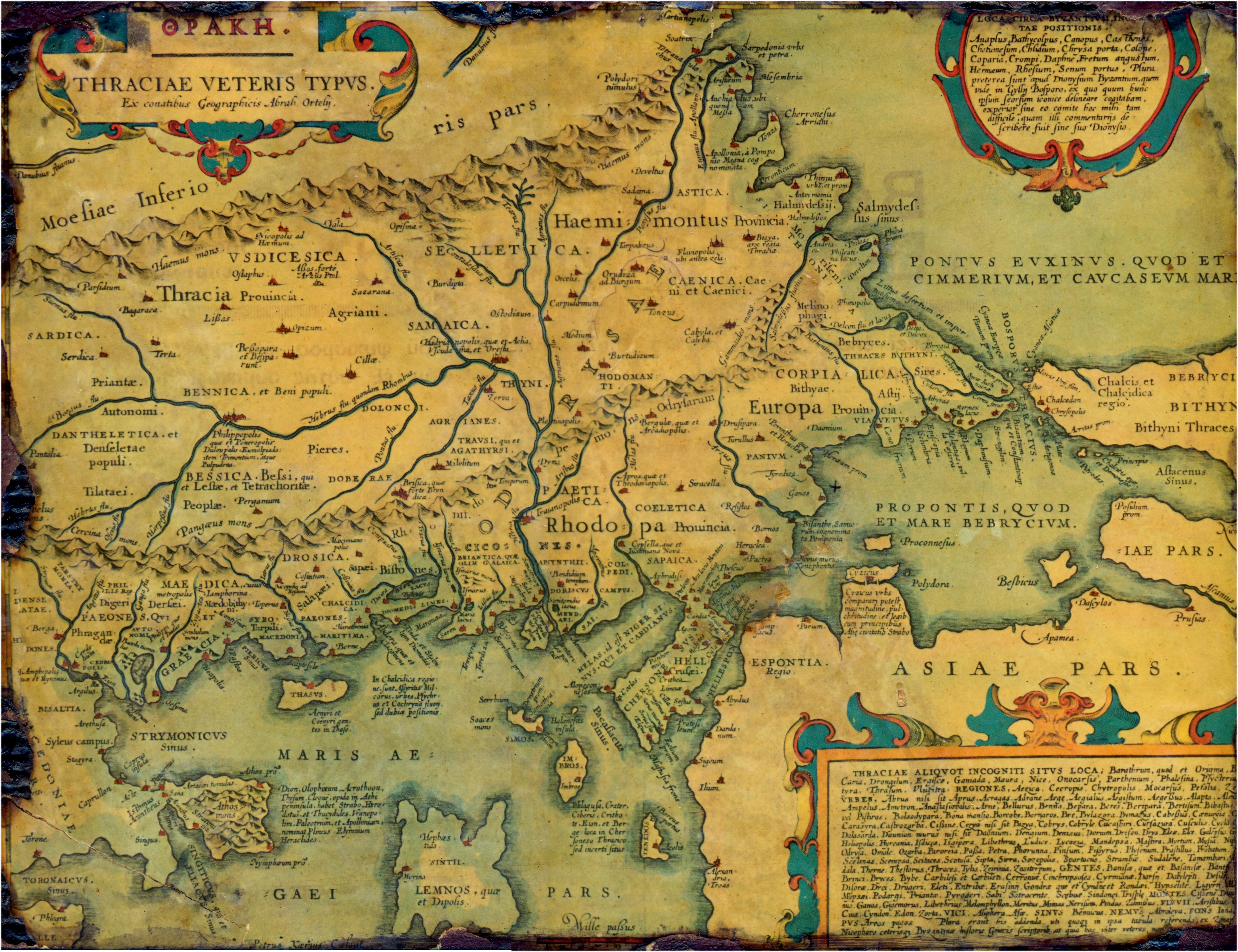
Карта древней Фракии Абрахама Ортелия (1585).

- Косинг, фракийский правитель и жрец кебренов[англ.] и скаибоев[англ.], живший, предположительно, во второй половине VI века до н. э.[21]
- Гета, правитель фракийского племени эдонов, известный только по монетам конца VI или начала V века до н. э.[22][23].
- Олор, правил в V веке до н. э.[24]
- Бергей, парадинаст (правитель) в Одрисском царстве конца V века до н. э.
- Сирм, царь фракийского племени трибаллов, правивший в IV веке до н. э.[25] и свергнутый Алекандром Македонским.
- Лангар, царь фракийского племени агриан[англ.], союзник правителей Македонии, умер в 335 году до н. э.
- Москон[англ.], царь гетов, правивший в III веке до н. э. северными частями Добруджи.
- Дромихет, царь гетов в начале III века до н. э.
- Плеврат I, фракийский или иллирийский царь, напавший на Тилис в 213—208 годах до н. э.
- Диэгил, царь фракийского племени кенов[англ.] II века до н. э. на территориях Юго-Восточной Фракии и Странджи (современные Болгария и Турция).
- Зибелмий, царь кенов II века до н. э., сын Диэгила.
- Мостис[англ.], царь кенов в 130-х—90 годах до н. э.
- Абруполис[англ.], царь фракийских сапеев и союзник римлян во II веке до н. э.
- Рабокент[англ.] царь фракийских бессов, упомянутый Цицероном[26].

## Пеонийские цари

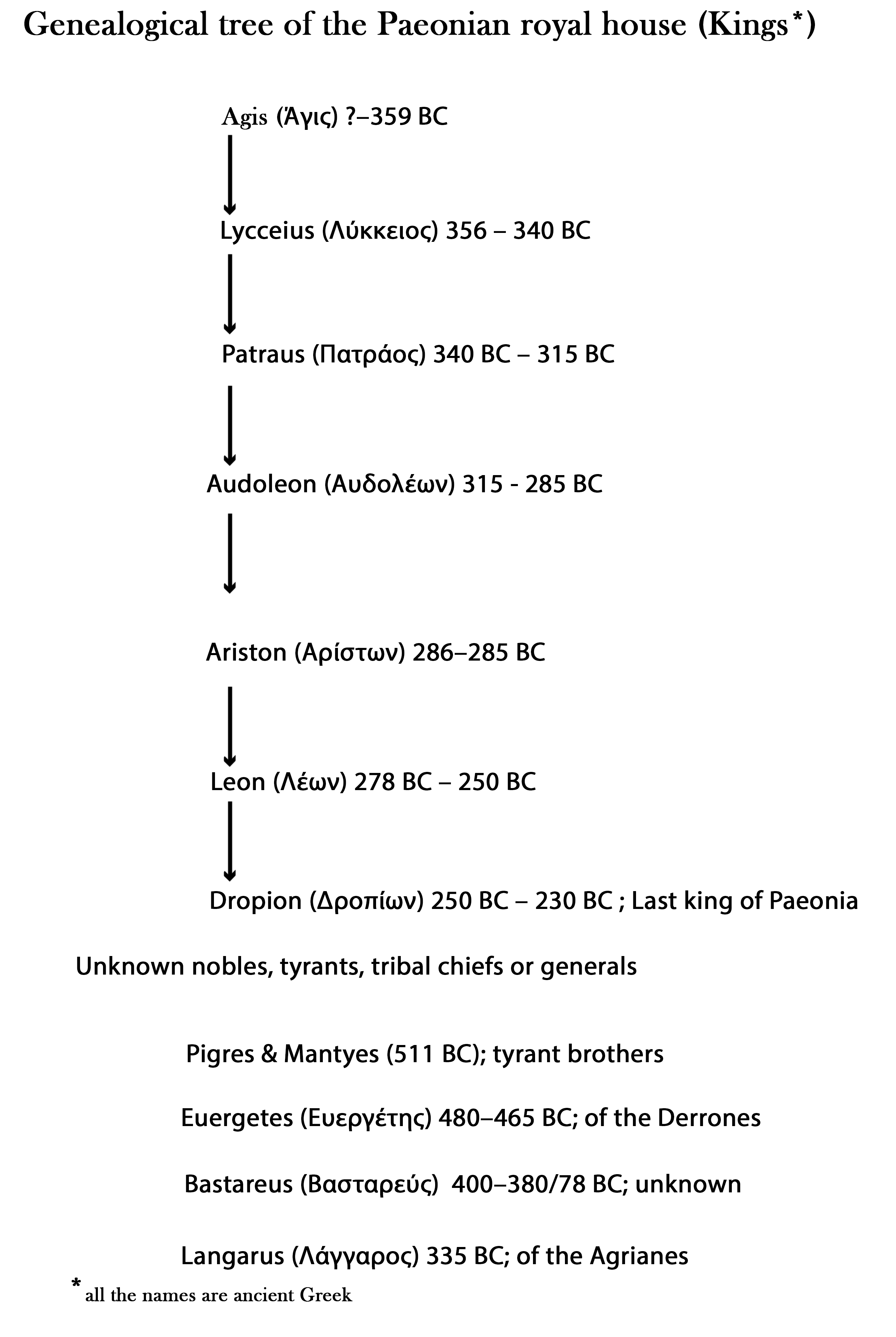
Цари Пеонии.

- Агис (умер в 358 году до н. э.), основал Пеонийское царство; претендент на македонский престол в период нестабильности[27].
- Ликкей (356—340 годы до н. э.)[28], присоединился к антимакедонской коалиции с Грабом II и Фракией в 356 году до н. э.[29]
- Патрей (340—315 годы до н. э.).
- Авдолеонт (315—285 годы до н. э.),[30] сын Патрея, попал в тяжёлое положение из-за автариатов, но был спасён Кассандром[31].
- Аристон[англ.] (286—285 годы до н. э.),[32] сын Авдолеона.
- Леон (278—250 годы до н. э.), вернул утраченные земли после галльских нашествий в 280/279 годах до н. э.[33]
- Дропион (250—230 годы до н. э.), сын Леона, последний из основной линии известный царь приходящего в упадок царства пеонийцев[33].
- Бастарей (первая половина V или IV века до н. э.), известен только благодаря монетам с его именем, отчеканенным по пеонийскому образцу[34].

## Кельтские правители Фракии
- Церетрий (? — 275 г. до н. э.) — один из лидеров галльского нашествия на Балканы[35], основатель кельтского царства во Фракии.
- Критасирий[англ.][36], царь кельтских племён бойев и таврисков.
- Батанат[37][38] из скордисков.

Кельтские правители Тилиса
- Комонторий, кельтский военачальник, первый кельтский царь Тилиса (ок. 277 г. до н. э.—?)
- Орсоалт (предположительно кельт на основе типов монет; порядок неизвестен)
- Керсибал (предположительно кельт на основе типов монет; порядок неизвестен)
- Кавар, последний царь Тилиса; свергнут фракийцами (?—212 г. до н. э.)[40]

## Греко-македонские правители

Карта завоеваний Филиппа II.

- Филипп II Македонский, присоединил Фракию и контролировал её в 341—336 годах до н. э.
- Александр Македонский удерживал Фракию в 335—323 годах до н. э.
- Лисимах, один из диадохов, включил Фракию в своё царство и контролировал её в 323—281 годах до н. э.[41][42]
- Филипп V Македонский контролировал все города Фракии до Геллеспонта в 238—179 годах до н. э.[43]
- Персей Македонский контролировал часть Фракии, оставленную ему отцом в 212—166 годах до н. э.

## Одрисское царство

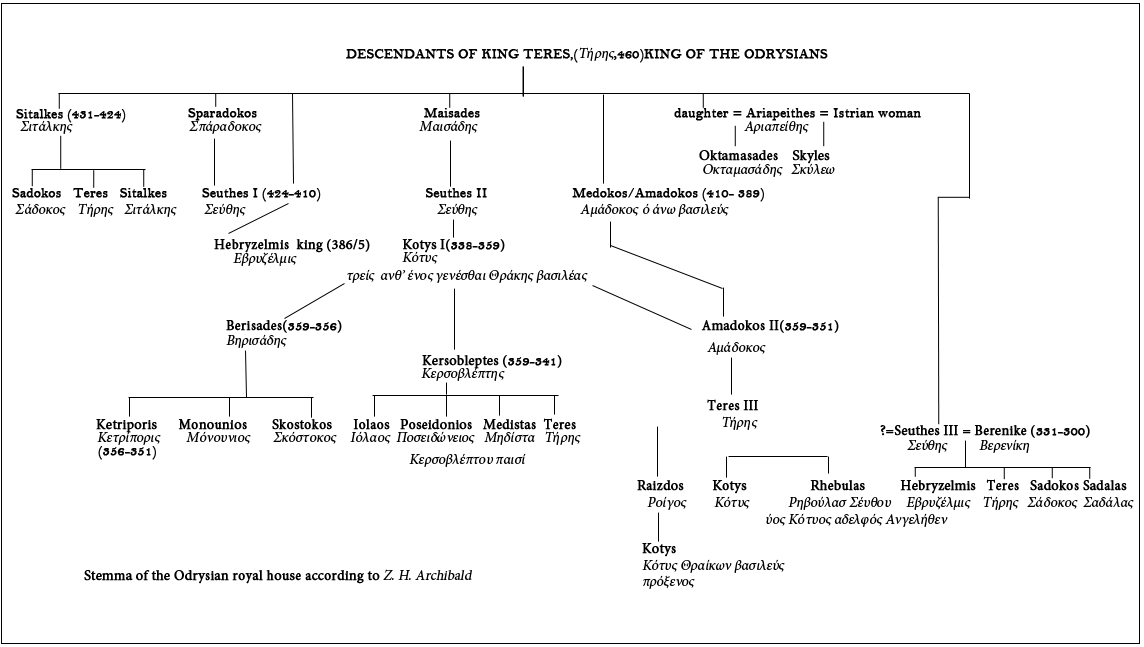
Генеалогия потомков Тереса

Одрисское царство во времена Ситалка (431—424 года до н. э.).

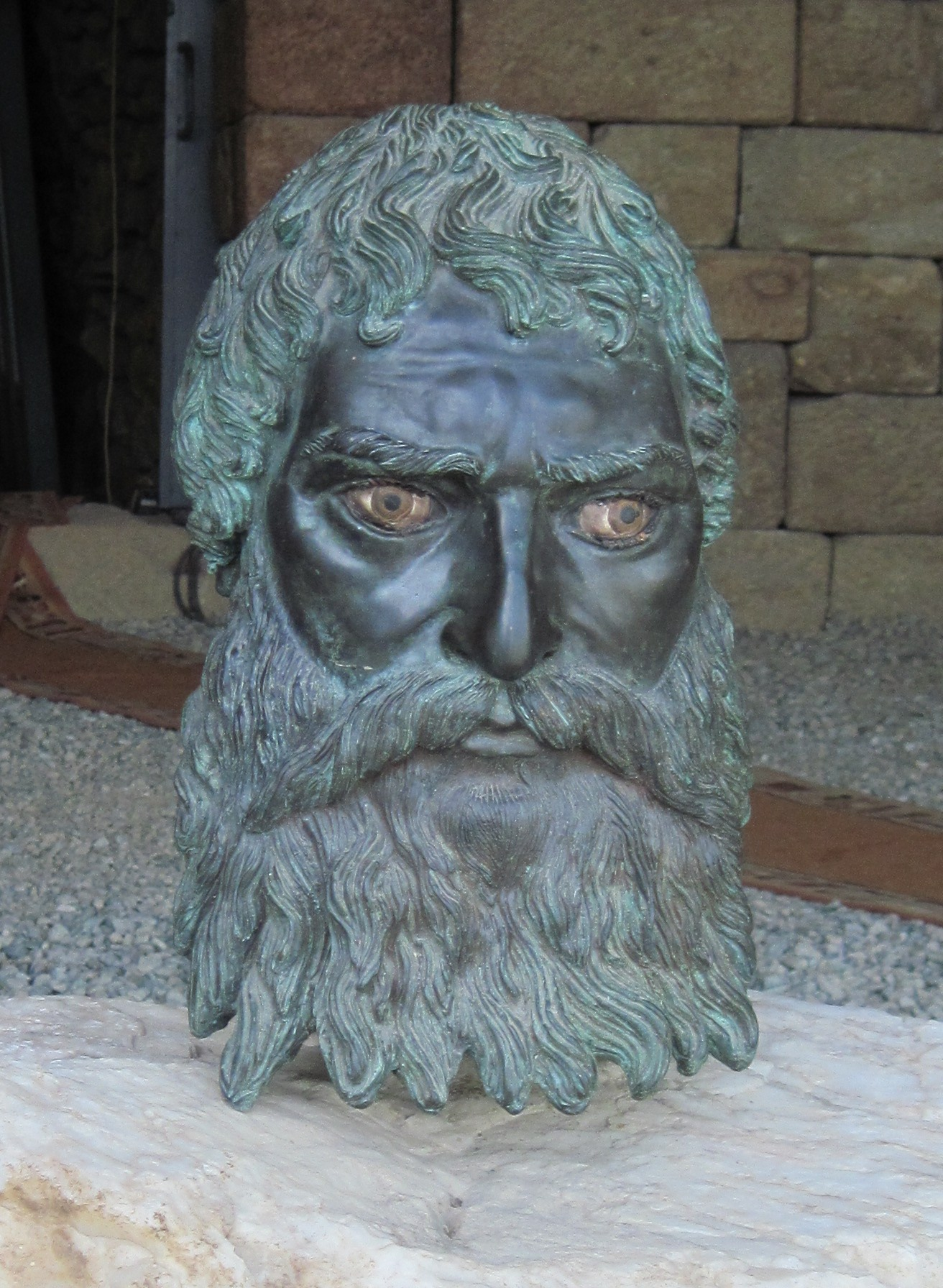
Бронзовая голова одрисского царя, вероятнее всего Севта III.

Одрисское царство — союзное государство, включавшее в себя в разное время не менее 40 фракийских племён и 22 царств. Образовалось на территории современной Болгарии после ухода персов из Фракии св 475 года до н. э. по 46 год н. э.. В 336 году до н. э. оно было разгромлено македонянами и включено в состав Македонии. Однако, даже платя дань, одрисские цари сохраняли автономию до прихода римлян в I веке до н. э. В 46 году н. э. территория царства включена в состав Римской империи в качестве отдельной провинции Фракия.
Список ниже включает известных одрисских царей Фракии, но большая его часть является предположительной, основанной на неполных источниках и различной интерпретации нумизматических и археологических открытий. Также включены другие фракийские цари, в том числе, и не одрисские. Одрисские цари, хотя и назывались царями Фракии, никогда не правили всей Фракией. Контролируемая ими территория менялась в зависимости от племенных отношений.
- Терес I, сын Одриса? (480[48]/450/430 BC[49]; первый зафиксированный в античных источниках правитель фракийского племени одрисов, которое жило на равнине Гебра.)
- Спарадок, сын Тереса I (ок. 465?—431 до н. э.)
- Ситалк, сын Тереса I (431—424 до н. э.)
- Севт I, сын Спарадока (424—396 до н. э.)
- Майсад, отец Севта II, локальный правитель восточной Фракии?
- Терес II, локальный правитель восточной Фракии
- Садок, сын Ситалка?, локальный правитель западной Фракии?
- Меток (Амадок I?), сын Ситалка?
- Амадок I, сын Метока (или сам Меток) или сын Ситалка (405[50]—после 390 до н. э.)
- Севт II, сын Майсада, потомок Тереса I, локальный правитель восточной Фракии (405?—после 387)
- Хебризельм, сын или брат Севта I (394/390—384 до н. э.)
- Котис I, сын Севта I[51] или Севта II[52] (384—360/359 до н. э.)
- Керсеблепт, сын Котиса I, царь восточной Фракии (360/359—341 до н. э.)
- Берисад, соперник Керсеблепта, царь западной Фракии в Стримосе (359—352 до н. э.)
- Амадок II, сын Амадока I и соперник Керсеблепта, царь центральной Фракии в Херсонесе Фракийском и Маронии (359—351 до н. э.)
- Кетрипор, сын Берисада, царь западной Фракии в Стримосе (358—347 до н. э.)
- Терес II, сын Амадока II, царь центральной Фракии в Херсонесе и Маронии (351—342 до н. э.)
  - К 341 году до н. э. цари Фракии были вынуждены подчиниться македонскому господству
- Севт III, сын Тереса III?[53] or Котиса I, выступал против македонского правления (324—после 312 до н. э.)
  - Наследование Севта III неясно; территория была разделена между фракийскими династами и македонскими царями, а после 277 года также кельтами Тилида.

### Восточная Фракия
Одрисские правители восточной Фракии (гипотетическая реконструкция).
- Котис II, сын Севта III, (300—280 до н. э.)
- Рэйздос, сын Котиса II (280—250 до н. э.)
- Котис III, сын Рэйздоса (260—240 до н. э.)
- Рескупорид I, сын Котиса III (240—215 до н. э.)[55]

### Внутренняя Фракия
Одрисские правители внутренней Фракии (гипотетическая реконструкция).
- Терес IV, сын Севта (III?) (c. 295 до н. э.?)
- Севт IV, сын Тереса (IV?)[57][58][59]
- Терес V, сын? Севта IV (ок. 255 до н. э.)
- Райздос[англ.] (Ройгос), сын Севта (IV?) (середина III века до н. э., похоронен во Казанлыкской гробнице)
- Севт V, сын? Райздоса
- Амадок III[англ.], сын? Севта V (ок. 184 до н. э.)
- Котис IV[англ.], сын Севта V (171—после 166 до н. э.)
- Терес VI, сын? Амадока III (ок. 148 до н. э.)
- Бейтис или (Вифий), сын Котиса IV (140—120 до н. э.)
  - Линия могла продолжиться как династия Одрисо-Астей, перечисленная ниже.

### Местные правители III века до н. э.
Различные местные правители Фракии, засвидетельствованные в III веке до н. э.
- Спарток, правитель Кабиле[англ.]? (ок. 295 до н. э.)
- Скосток, правитель южной Фракии в районе Энеза и Сеста (ок. 280—после 273 до н. э.)
- Садала, правитель Месембрии (ок. 275 года до н. э.), потомок Котиса, Медистаса, Тарунтина и Мопсиестиса (порядок и родственные связи неизвестны)
- Odoroes (c. 280—273 до н. э.) (?)
- Адей, фракийский или македонский правитель Кипсела (c. 260-c. 240 до н. э.)

### Неодрисские правители
Различные неодрисские правители во Фракии.
- Автлесбис, правитель кайнов, воевал с Котисом IV как римский союзник (около 168 года до н. э.)
- Софим, правитель медов, союзник Митридата VI, вторгся в Римскую Македонию (ок. 89 года до н. э.)

### Иллирийская Фракия
Иллирийские правители во Фракии.
- Плеврат I, правитель около Скодры (до ок. 250 года до н. э.)
- Агрон, сын Плеврата II (ок. 250—230 года до н. э.)
- Пиннес[англ.], сын Агрона (230—212 гг. до н. э.); под регентством мачехи Тевты 230—228 до н. э. и отчима Деметрия Фаросского 228—219 до н. э.
- Скердилайда[англ.], сын Плеврата I (212—206 до н. э.)
- Плеврат III[англ.], сын Скердилайда (примерно 212, 206—180 до н. э.)[63]
- Гентий, сын Плеврата III (180—168 до н. э.)

В 168 году до н. э. Иллирия присоединена к Римской республике.

### Астейская Фракия

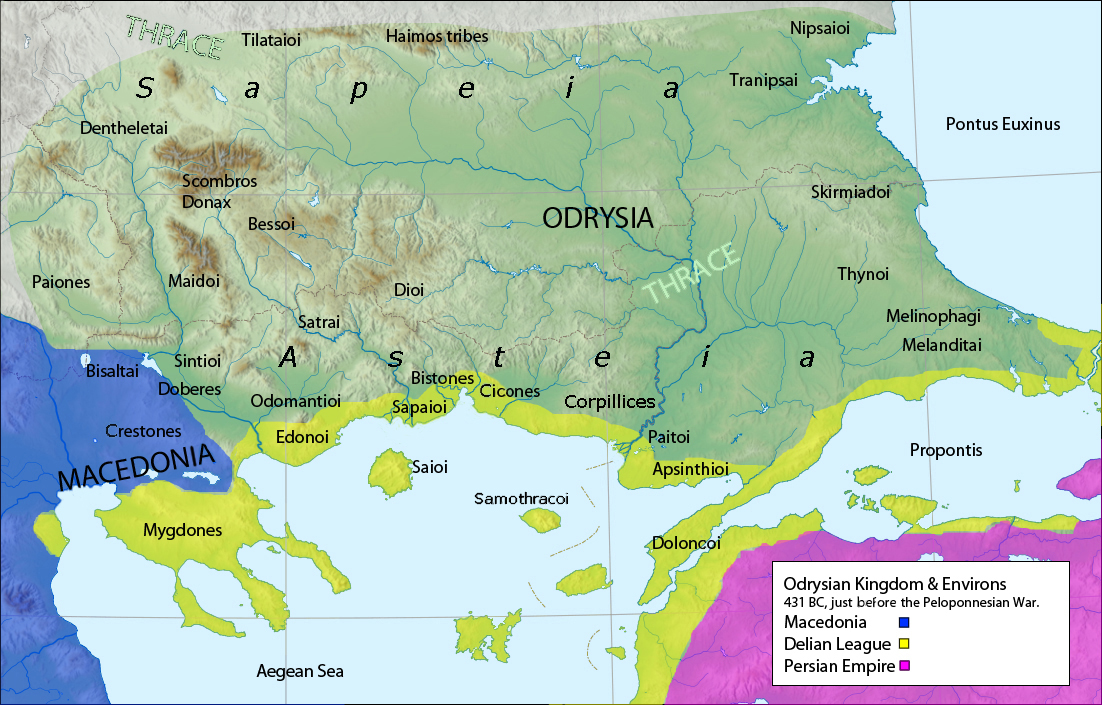
Временная территория обитания некоторых племен, включая сапеев и астов.

Асты — племенной союз VI века до н. э. — I века до н. э. во внутренней части восточной Фракии к югу и северу от Тинона (Θυνών). Одрисско-астеанское царство считается возможным продолжение ранней Одрисской монархии под руководством династии царей, правивших из Визиэ (ныне Визе) в восточной Фракии.
- Котис V, сын? Бейтиса (?—87 до н. э.)
- Садала I[англ.], сын Котиса V (87—после 79 до н. э.)
  - Амадок, был отправлен на помощь Сулле в Херонее в 86 году до н. э.
- Котис VI[англ.], сын Садалы I (57-48 до н. э.)[65]
- Садала II[англ.], сын Котиса VI (48—42 до н. э.)
- Садала III[англ.], родственник Садалы II (42—31 до н. э.)
- Котис VII, сын Садалы II и Полемократии (31—18 до н. э.)
- Рескупорид II, сын Котиса VII и дочери сапейского царя Котиса II, убит бессами (18—11 до н. э.)

В 11 году до н. э. римский император Август даровал Астейскую Фракию дяде Рескупорида II по материнской линии, сапейскому царю Реметалку I, тем самым объединив Фракию

### Сапейское царство

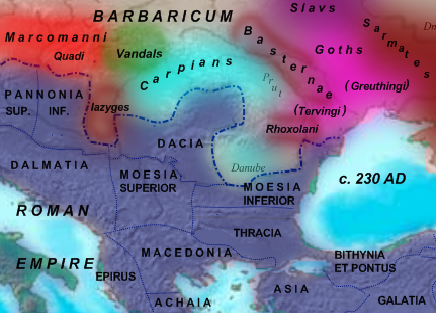
Римские провинции в восточной части Балкан.

Первоначально цари саппев были местной силой в Родопском регионе южной Фракии, но затем их могущество и влияние возросли, и с благословения римлян они стали хозяевами объединённой Фракии в период с 11 года до н. э. до римской аннексии в 46 году н. э.
- Котис I, сын? Реметалка (57?—48 до н. э.)
- Рескупорид I, сын Котиса I (48—41 до н. э.)
  - Раск[англ.], сын Котиса I, совместное правление? (ок. 42 до н. э.)
- Котис II, сын Рескупорида I (42—31 до н. э.)
  - В 11 году до н. э. Фракия становится унитарным государством-клиентом Рима во главе с сапейскими царями[68]
- Реметалк I, сын Котиса II (31 до н. э. .—12 н. э.), царь всей Фракии с 11 года до н. э.[69]
- Рескупорид II, сын Котиса II, правил в западной Фракии (12—19), низложен римским императором Тиберием.
- Котис III, сын Реметалка I, правил в восточной Фракии, убит своим дядем Рескупоридом II (12—19); был женат на Антонии Трифене.
- Реметалк II, сын Котиса III Антонии Трифены (19—38)
- Антония Трифена (царица), соправительница своего сына Реметалка II[70]
- Последние клиентские (проримские) правители Фракии: Пифодорида II[англ.] (царица) и Реметалк III;[71] Реметалк III, сын Рескупорида II, (38—46); женился на дочери своего кузена Пифодориде II]] (дочери Котиса III и Антонии Трифены), убит женой.

В 46 году нашей эры присоединено к Римской империи императором Клавдием

## Правители даков и гетов
Ниже перечислены цари даков и гетов, начиная с мифологических.
- Залмоксис или Залмоксид (VI век до н. э.) — полумифический социальный и религиозный реформатор, которого геты почитали как единственного бога[72].
- Карнабон (V век до н. э.) — царь гетов в греческой мифологии, упомянутый Софоклом в трагедии «Триптолем»[73].
- Кофелай — царь гетов (IV век до н. э.).
- Москон[англ.] — царь гетов в северной Добрудже (III век до н. э.)[74].
- Дромихет — царь гетов (III век до н. э.).
- Залмодегик[рум.] (III век до н. э.), правитель гетов в Малой Скифии (Добруджа)[75][76].
- Рубобост[англ.] (Рубобостес; II век до н. э.), царь даков на территории современной Трансильвании[77].
- Орол (1-я половина II век до н. э.), царь даков.
- Ремакс[рум.] (ок. 200 до н. э.), правил к северу от Дуная. По одной версии — царь гетов на Румынской равнине, по другой — скифский царь[78][79].
- Диком (I век до н. э.), царь гетов, выступивший на стороне Марка Антония во время гражданской войны в Риме 32—30 годов до н. э.
- Ролес[англ.] (I век до н. э.), вождь гетов в Малой Скифии, союзник римлян[80].
- Дапикс[рум.] (I век до н. э.), царь гетов или племенного союза в Малой Скифии[81].
- Буребиста — 70 до н. э. (44 до н. э.), царь Дакии, убит во время народного восстания.
- Комосик[англ.] (44 до н. э.—28), дакийский царь и первосвященник[82][83].
- Скорило[англ.] (28—68), царь даков[84].
- Дурас[англ.] (по другим источникам Диурпаней; 68—87), царь даков[85].
- Децебал (Декебалос) (87—106), царь даков, воевавший с Домицианом и Траяном.

В 106 году Дакия стала провинцией Римской империи.

## Скифские правители
- Спаргапиф — царь агафирсов[86]